# 시흥신일초등학교
시흥신일초등학교(始興新一初等學校)는 대한민국 경기도 시흥시에 있는 공립 초등학교이다.

## 학교 연혁
- 1989년 9월 1일: 개교

## 참고 문헌
- 시흥신일초등학교 - 한국교육학술정보원 학교알리미

## 같이 보기
- 시흥신일초등학교 축구단